# Opća enciklopedija Jugoslavenskog leksikografskog zavoda
Opća enciklopedija Jugoslavenskog leksikografskog zavoda enciklopedijsko je izdanje Jugoslavenskog leksikografskog zavoda u devet svezaka; osam temeljnih (1977. – 1982.) te jedan dopunski (1988.). Glavni urednik bio je Josip Šentija. Opća enciklopedija treće je takvo izdanje Leksikografskog zavoda, a prethode joj dva izdanja Enciklopedije Leksikografskog zavoda (I. izdanje 1955. – 1964; II. izdanje 1966. – 1969.). 
Urednici Opće enciklopedije bili su iz Hrvatske te je ona tiskana na hrvatskome književnom jeziku. Bio je to značajan leksikografski rad koji se nastavio na izdanje Hrvatske enciklopedije Mate Ujevića (1941. – 1945.). Na Opću enciklopediju JLZ nastavlja se pak temeljno izdanje današnjeg Leksikografskog zavoda Miroslav Krleža, Hrvatska encikopedija, koja izlazi od 1999. godine, te druga izdanja.
U predgovoru, objavljenom u prvom svesku, uredništvo piše: »Kao i sve opće, ili univerzalne enciklopedije, i Opća enciklopedija JLZ predstavlja pokušaj da se što potpunije i što točnije definiraju pojmovi cjelokupnog ljudskog znanja i iskustva. (…) Premda je sveopće širenje znanja i praktičnih iskustava dovelo enciklopedistiku do velike diversifikacije, pa nastaju mnoge posebne, stručne i tematske enciklopedije (likovne, književne, muzičke, tehničke i dr.) – a tu tendenciju slijedi i JLZ – Opća enciklopedija ipak zadržava svoj razlog postojanja, jer ostaje snažna i duboka potreba za sveobuhvatnošću upravo nasuprot fragmentaciji ljudskog znanja i iskustva.«

## Svesci
| Svezak   | Naziv     | Godina izdavanja | Broj stranica |
| -------- | --------- | ---------------- | ------------- |
| 1        | A – Bzu   | 1977.            | 748           |
| 2        | C – Fob   | 1977.            | 749           |
| 3        | Foc – Iw  | 1977.            | 719           |
| 4        | Iz – Kzy  | 1978.            | 703           |
| 5        | L – Nigh  | 1979.            | 750           |
| 6        | Nih – Ras | 1980.            | 766           |
| 7        | Raš – Szy | 1981.            | 780           |
| 8        | Š – Žva   | 1982.            | 791           |
| Dopunski | A – Ž     | 1988.            | 752           |